# Sumotori Dreams
Sumotori Dreams (яп. 相撲 Сумо + 鳥 тори + англ. Dreams «Сны») — трёхмерная игра жанра сумо-файтинг, имеющая непосредственное отношение к демосцене: разработана Петером Шольтесом (венг. Peter Soltesz) специально для участия в демопати Breakpoint (2007), на которой победила в номинации «96К игра» (игры, занимающие не более 96 КБ). Распространяется бесплатно.

## Геймплей

### Суть игры
На дохё (площадке для борьбы сумо) находятся два символично отрисованных борца, находящихся в неустойчивом положении равновесия. После сигнала готовности (касания площадки руками) спортсмены начинают сходиться, стараясь так толкнуть соперника, чтобы тот упал. Первый упавший проигрывает раунд, после пяти проигранных раундов, если разрыв между соперниками 2 балла или более, игра заканчивается и объявляется победитель. В противном случае игра продолжается (и может теоретически продолжаться бесконечно) до тех пор, пока разрыв не достигнет двух баллов.

Серый борец сильно толкнул синего, и последний падает

### Основные режимы
Существует два основных режима игры: однопользовательский и многопользовательский. В первом режиме игрок управляет одним из борцов, а во втором за одним компьютером играют сразу два человека, используя клавиши на разных краях клавиатуры.
В Sumotori Dreams игрок может пользоваться всего шестью клавишами: две вращают камеру, ещё две заставляют «болванчика» подойти ближе к противнику или отойти от него, и последние две клавиши отвечают за отталкивание соперника — одной или двумя руками. Таким образом, при игре вдвоём используются классические для игр схемы управления: курсорными клавишами (клавишами со стрелками) и группой клавиш WASD.

Секретный режим

### Секретный режим
В секретный режим можно зайти, если в главном меню с помощью клика мыши пробросить кубик между столбами, при этом попав в одну из плит, огораживающих дохё с правой стороны. В этом режиме борец всего один, и единственное, на что он способен — попытаться не упасть или, упав, встать. Игрок при этом управляет мышью и кидает в спортсмена кубики, выводя его из положения равновесия. Многие считают забавными движения борца перед падением или его попытки встать.

Борец пытается встать

## Технологии
Несмотря на малый размер, являющийся отличительной чертой демосцены, Sumotori Dreams обладает достаточно проработанным физическим движком с использованием физики Ragdoll. Борцы могут упасть даже от собственных резких движений или от малейшего столкновения с противником, они разрушают ограждения вокруг площадки, падая на них, и встают, опираясь сначала на все четыре конечности, позже садясь на корточки и переводя центр тяжести ближе к ногам.

## Версии игры
Актуальны три версии игры: 1.00, впервые представленная на демопати, 1.02, занимающая чуть менее 140 КБ на жёстком диске, но с улучшенной совместимостью с аппаратным обеспечением, и версия без текстур, которая имеет размер 29 КБ. Все они находятся в свободном доступе на сайте автора. Также существует платная версия, в которой добавлена возможность выбора арены, поведения компьютерных соперников, участия до четырёх соперников, а также возможность создания и подключения собственных арен.

## Критика и отзывы
Sumotori Dreams не имеет обзоров в «классических» игровых изданиях из-за своего «андеграундного» происхождения, однако она очень хорошо принята игроками: например, оценка пользователей портала Absolute Games составляет 81 %. Как правило, игроки не могут выделить какую-либо особенность игры, а просто отмечают общую атмосферу и увлекательность игры. Кроме того, многие поражаются техническим совершенством Sumotori Dreams, обращая внимание на её размер и возможности.

## Награды
Игра заняла первое место в номинации «96К игра» (игры, занимающие менее 96 КБ) на демопати Breakpoint (2007).